# Rheinseitenkanal (Ortenau)
Der Rheinseitenkanal ist ein 17,9 km langer, rechter Ab- und Zufluss des Rheins im baden-württembergischen Ortenaukreis. Oftmals wird er auch als Groschenwasser betitelt, was jedoch eigentlich nur auf einen Abschnitt bei Freistett zutrifft. Er entsteht aus einer Abzweigung des Rheinseitengrabens bei Auenheim und verläuft bis zum Hafen in Freistett fast ausschließlich durch Rheinaltgewässer in Richtung Nordnordost. Vom besagten Hafen bis zu seiner Mündung in den Rhein bei Helmlingen und Freistett ist sein Lauf größtenteils kanalisiert.

## Geographie
Der Rheinseitenkanal beginnt in der Nähe der Mündung der Kinzig bei Auenheim aus einer Abzweigung vom Rheinseitengraben auf einer Höhe von etwa 131 m ü. NN. Anfangs fließt er für ca. 550 m östlich durch einen Altrheinarm, bis er den Verbindungskanal zwischen den beiden ehemaligen Baggerseen Alter und Neuer Prestelsee kreuzt. Hier tritt er in einen weiteren Altarm ein, der selbst nach 1,75 km in den Altarm Leutesheim mündet. Beim Tanklager Honau teilt sich der Altarm auf, wobei der Rheinseitenkanal dem westlichen Zweig folgt.
In der Nähe von Honau verlässt der Rheinseitenkanal den Auwald, während er in den Altrhein Gießen Honau-Diersheim eintritt. Nachdem er diesen und einen weiteren Altrheinarm passiert hat, ist er für ca. 400 m kanalisiert. Daraufhin tritt er in einen recht breiten Altrheinarm ein, den er an östlicher Seite über einen kleinen Kanal verlässt. Der Kanal führt ihn in die noch breitere Rheinaue Diersheim, auf die der zum Baggersee vergrößerte Teil des Groschenwassers folgt. Danach fließt der Rheinseitenkanal durch den kleineren und früher durch Rheinschiffe befahrenen Teil des Groschenwassers.
Nachdem der Rheinseitenkanal die sogenannte EdF-Straße am Hafen von Freistett unterquert hat, mündet der Rheinseitengraben von links in ihn ein und er nimmt eine kanalisierte Form an. So fließt er zuerst um den Hafen und die dort liegende Schiffswerft Karcher und dann an einem großen Wehr zum Rhein hin vorbei bis fast zum Rheinübergang parallel zu besagtem Fluss. Von hier an fließt er zuerst noch kanalisiert, später aber in etwas natürlicherer Form am Peterhafen vorbei, bis ein Abschnitt des Sees mit dem Rheinseitenkanal verbunden ist. Dieser schiffbare Teil ist der letzte Abschnitt vor seiner Mündung auf einer Höhe von 122 m ü. NN von rechts in den Rhein.

## Geschichte
Während des Zweiten Weltkrieges betonierten die Nationalsozialisten das Ufer des Groschenwassers und stationierten dort einige alte Schiffe. Damit wollten sie erreichen, dass die Alliierten das Gewässer für den Kehler Hafen halten. Ihr Plan ging auch auf: Der vermeintliche Hafen wurde während Fliegerangriffen bombardiert.

## Nutzung
Vom Alten Prestelsee in Auenheim bis kurz nach der Unterquerung der Landesstraße 87 in Freistett ist der Rheinseitenkanal ein beliebtes Paddel-Ziel, jedoch ist nur der im Verhältnis kleine Abschnitt ab dem Hafen in Freistett offiziell als Paddel-Strecke ausgeschildert.
Vor dem Bau der Staustufe Rheinau-Gambsheim und der daraus folgenden Erhöhung des Pegels des Rheins flussaufwärts war das Groschenwasser noch direkt mit dem Rhein verbunden. Dies nutzte die Reederei Ludwig und Jakob Götz aus Neckarsteinach und machte im Jahr 1960 aus einem Teil des Groschenwassers einen Baggersee. Um den geförderten Kies direkt auf Schiffe verladen zu können, verbreiterten sie den Rest des vorher dazu viel zu kleinen Groschenwassers auf ca. 35 m. 1970 wurde der Kiesabbau eingestellt.

## Galerie

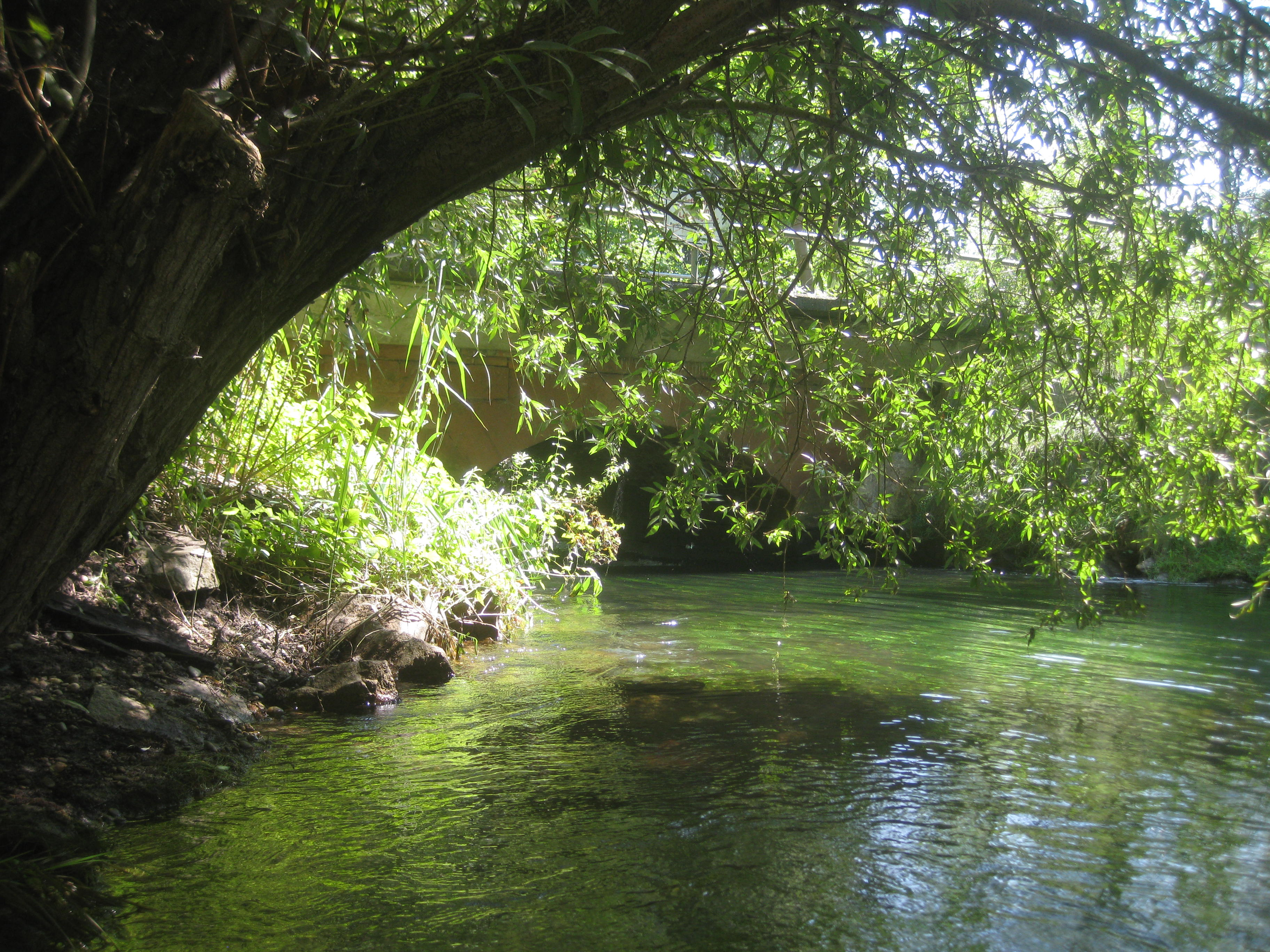
Brücke über den Rheinseitenkanal bei Honau
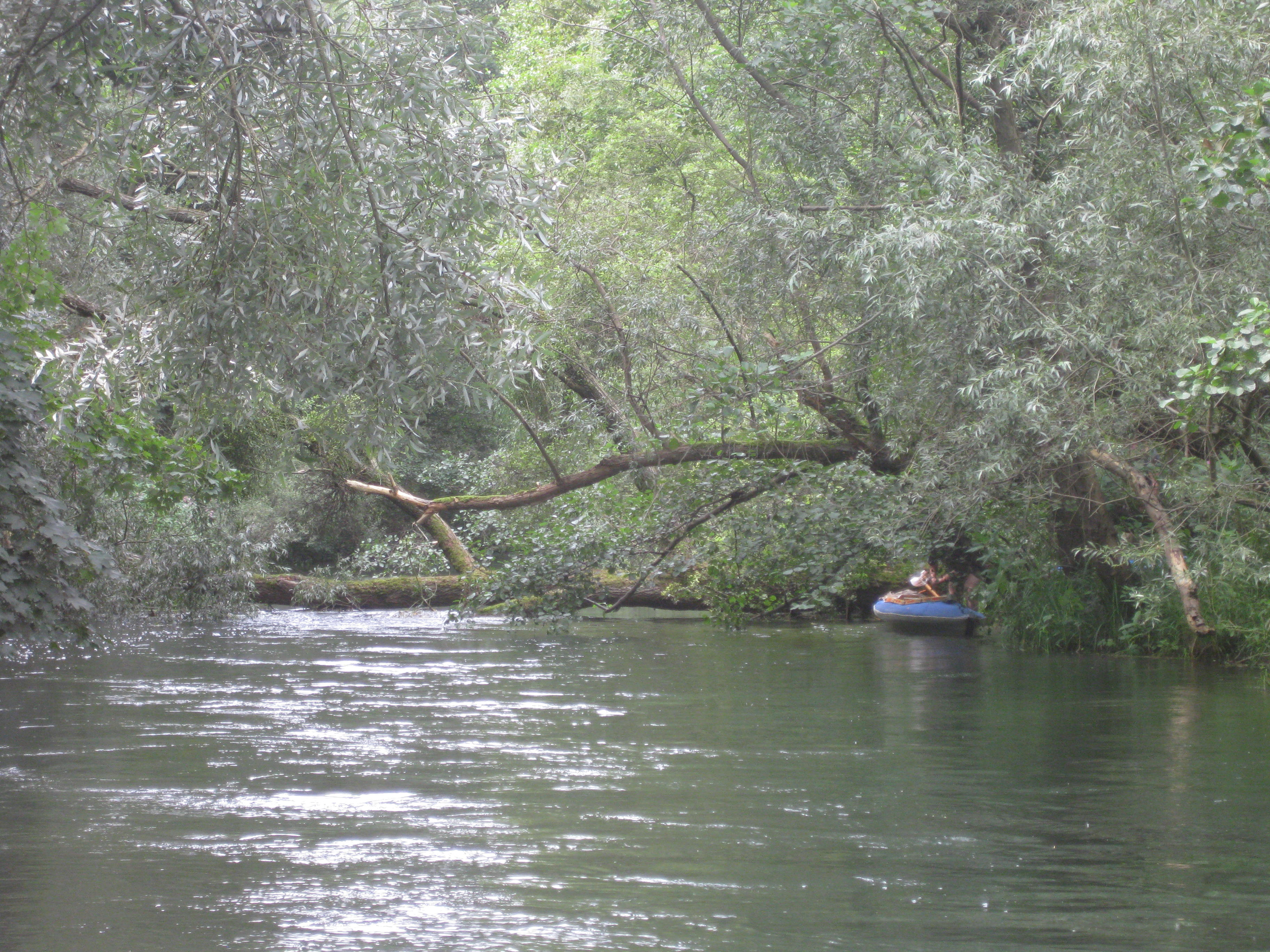
Rheinseitenkanal
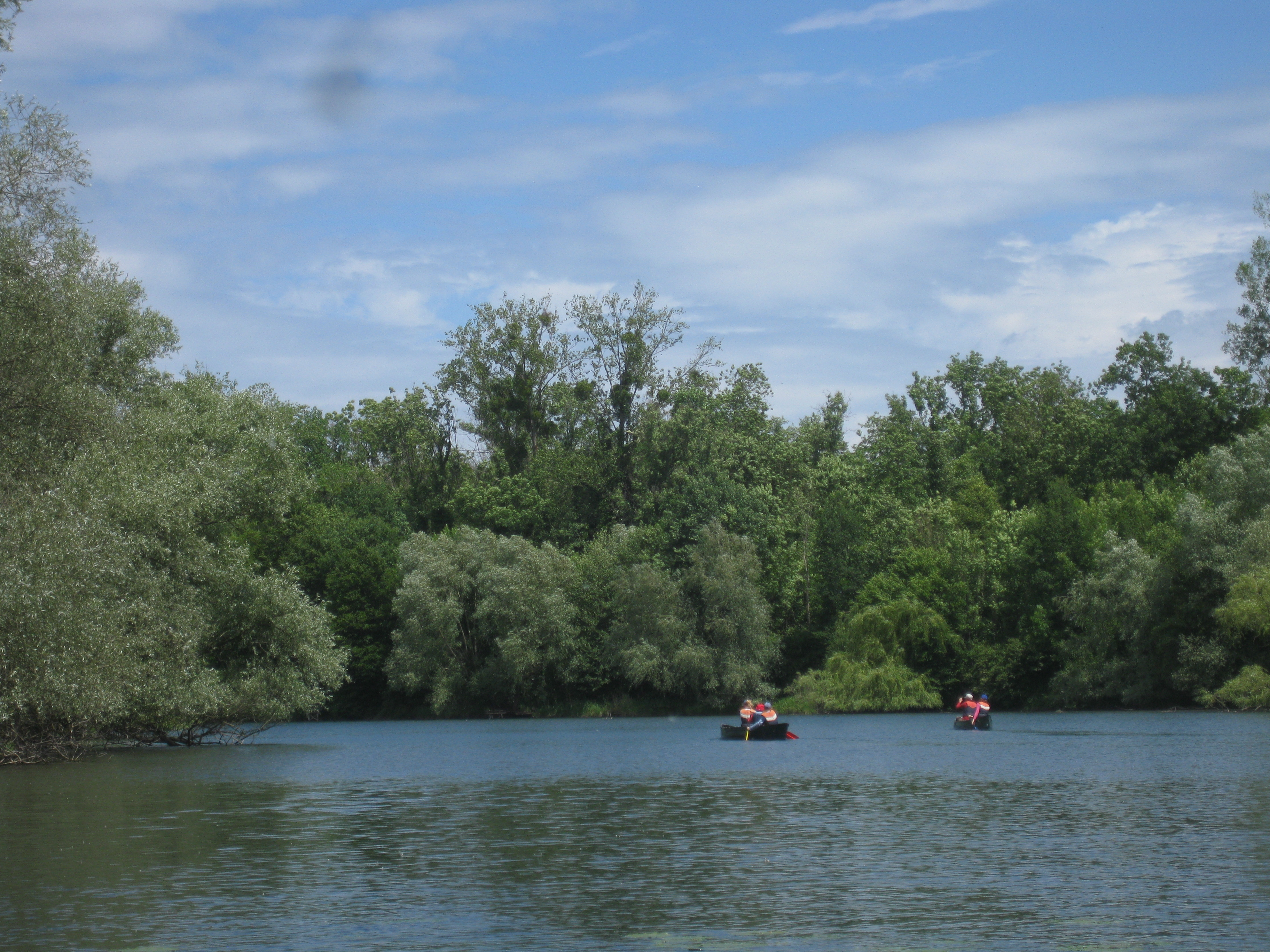
Groschenwasser
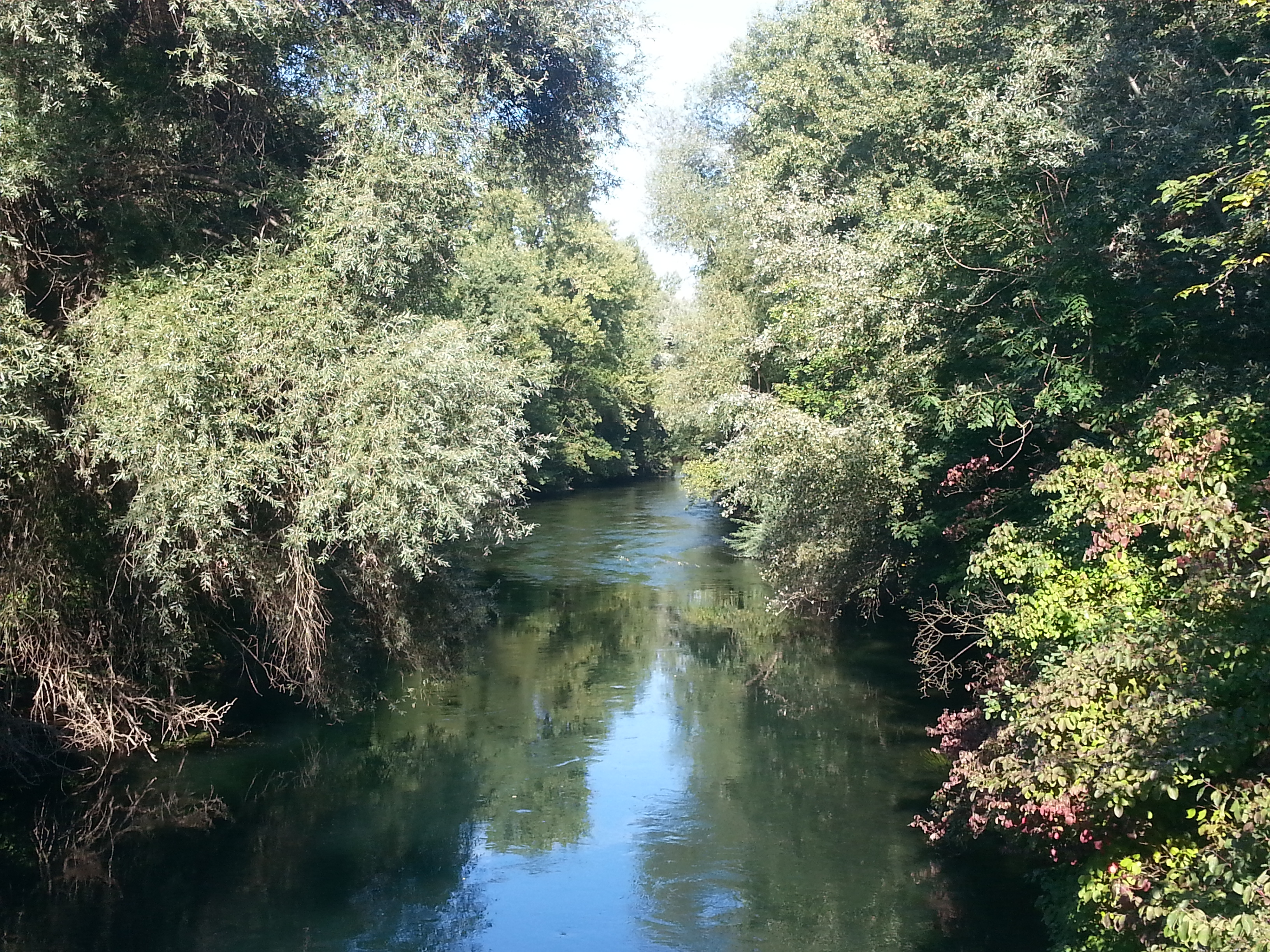
Rheinseitenkanal in Freistett
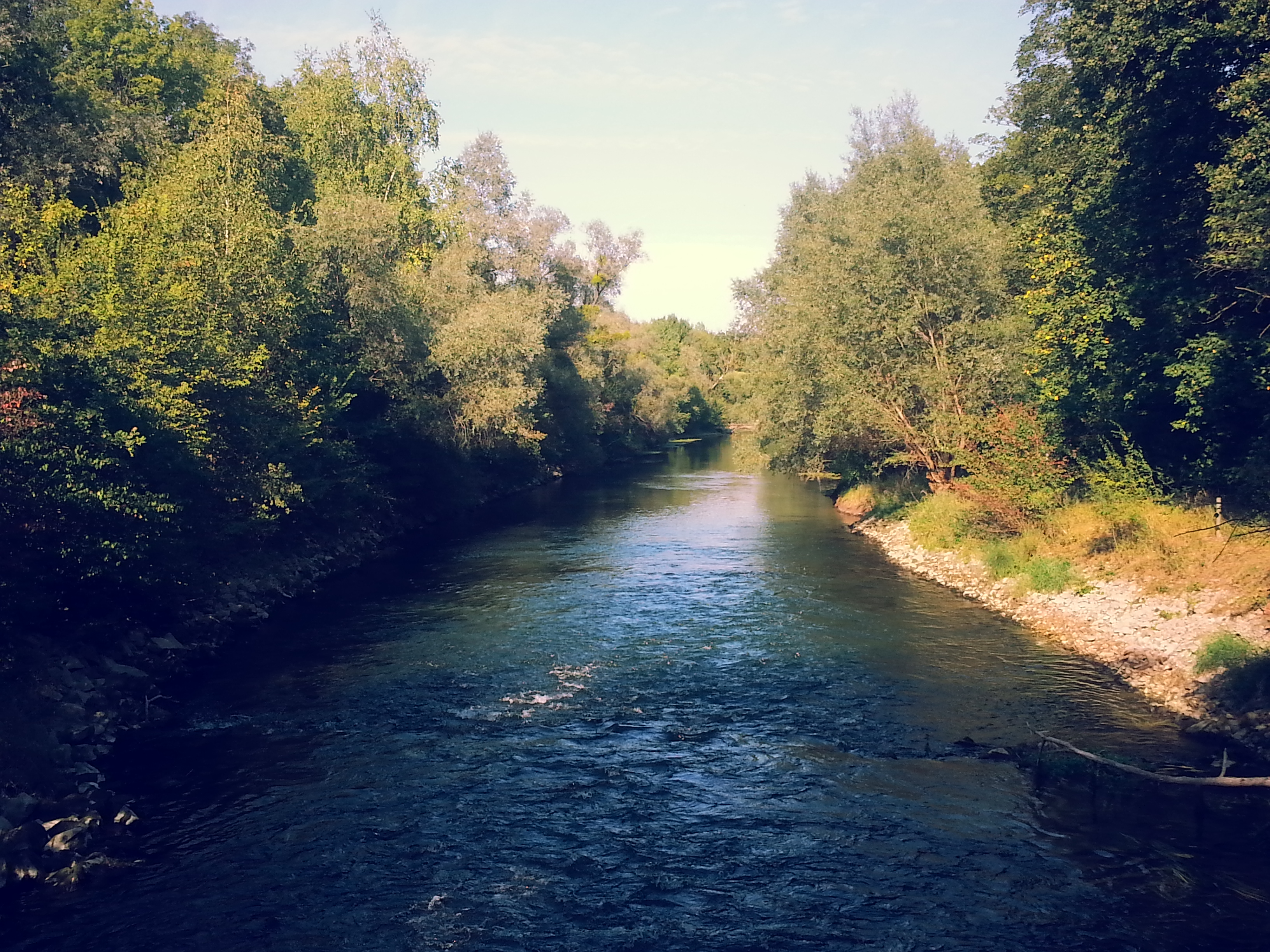
Rheinseitenkanal beim Peterhafen
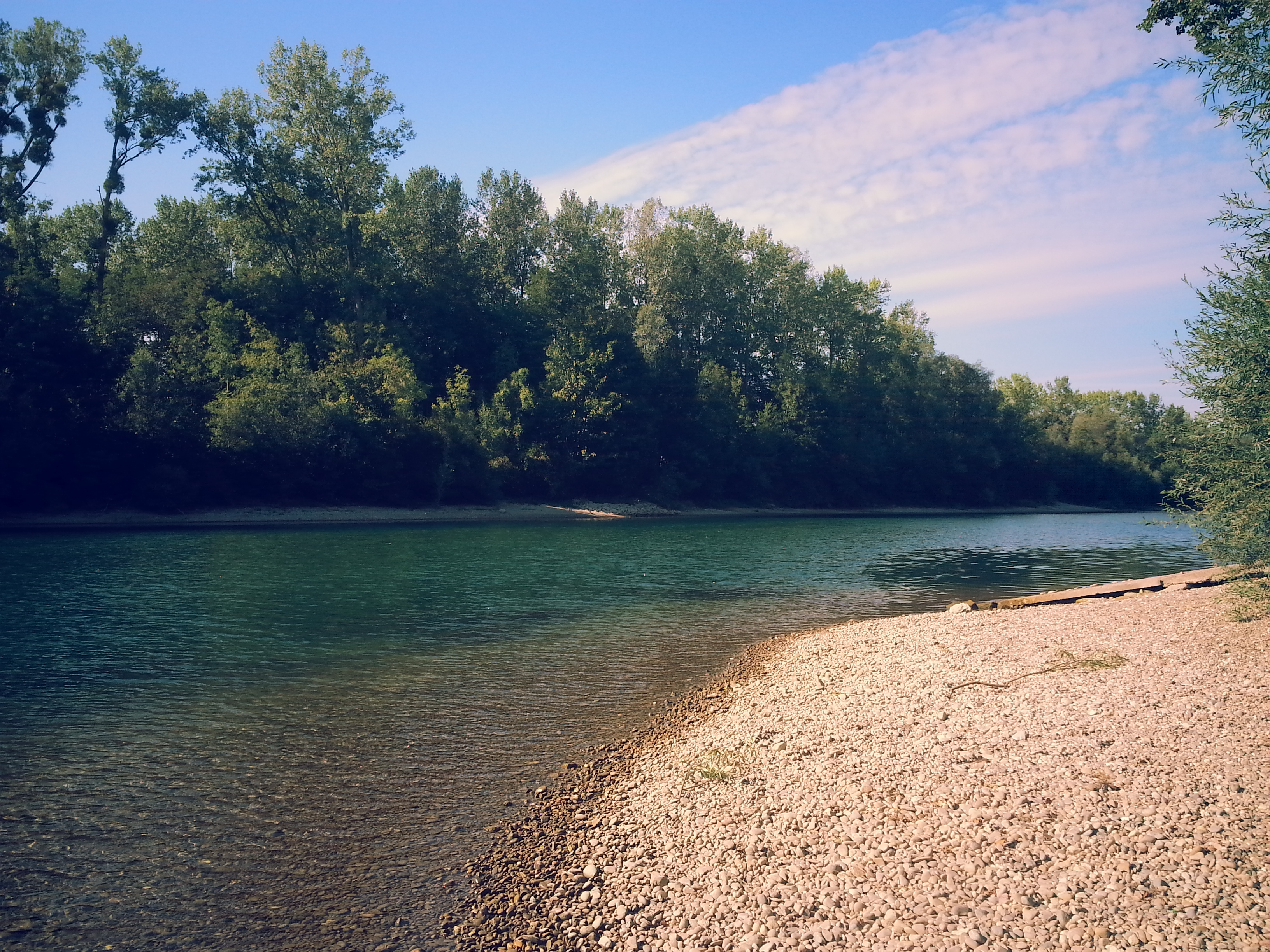
Rheinseitenkanal von der Verbindung des Peterhafens zum Rhein

### LUBW
Amtliche Online-Gewässerkarte mit passendem Ausschnitt und den hier benutzten Layern: Lauf und Einzugsgebiet des Rheinseitenkanals

Allgemeiner Einstieg ohne Voreinstellungen und Layer: Daten- und Kartendienst der Landesanstalt für Umwelt Baden-Württemberg (LUBW) (Hinweise)
1. 1 2  Höhe nach dem Höhenlinienbild auf dem Hintergrundlayer Topographische Karte.
2. ↑  Länge nach dem Layer Gewässernetz (AWGN).

### Andere Belege
1. ↑  Heinz Fischer: Geographische Landesaufnahme: Die naturräumlichen Einheiten auf Blatt 169 Rastatt. Bundesanstalt für Landeskunde, Bad Godesberg 1967. → Online-Karte (PDF; 4,4 MB)